# Виконт Хэмпден
Виконт Хэмпден (англ. Viscount Hampden) — наследственный титул, созданный дважды в британской истории, один раз в системе Пэрства Великобритании (1776) и один раз в системе Пэрства Соединённого королевства (1884).

## История
Впервые титул виконта Хэмпдена был создан в звании пэра Великобритании 14 июня 1776 года для дипломата и политического деятеля Роберта Хэмпдена, 4-го барона Тревора (1706—1783). Титул барона Тревора из Бромхема (Пэрство Великобритании) был создан 1 января 1712 года для адвоката сэра Томаса Тревора (1657/1658 — 1730), отца 1-го виконта Хэмпдена. Томас Тревор, 1-й барон Тревор, был депутатом Палаты общин от Плимута Эрла (1692—1698) и Льюиса (1701), занимал посты генерального солиситора (1692—1695), генерального атторнея (1695—1701), главного судьи суда общегражданских исков (1701—1714), лорда-хранителя Малой печати (1726—1730) и лорда-председателя Совета (1730). Роберт Тревор-Хэмпден, 1-й виконт Хэмпден, был послом Великобритании в Голландии (1739—1746) и занимал пост генерального почтмейстера (1759—1765). Его младший сын, Джон Тревор-Хэмпден, 3-й виконт Хэмпден (1749—1824), служил послом Великобритании в Баварии (1780—1783) и Сардинии (1783—1798).
Титулы виконта Хэмпдена и барона Тревора угасли в 1824 году после смерти Джона Хэмпдена-Тревора, 3-го виконта Хэмпдена (1749—1824), второго сына 1-го виконта.
Титул виконта Хэмпдена из Глинна в графстве Суссекс был воссоздан вторично в звании пэра Соединённого королевства 4 марта 1884 года для либерального политика и бывшего спикера Палаты общин, сэра Генри Бранда (1841—1906). Генри Бранд был вторым сыном Генри Тревора, 21-го барона Дакра (1777—1853). В 1890 году после смерти своего старшего брата, Томаса Тревора, 22-го барона Дакра (1808—1890), Генри Бранд унаследовал титул 23-го барона Дакра. Генри Бранд был депутатом Палаты общин от Льюиса (1852—1868) и Камбриджшира (1868—1884), занимал посты парламентского секретаря казначейства (1859—1866), спикера Палаты общин (1872—1884) и лорда-лейтенанта Суссекса (1886—1892).
Его сын, Генри Роберт Бранд, 2-й виконт Хэмпден (1841—1906), представлял в Палате общин Хартфордшир (1868—1874) и Страуд (1874—1875, 1880—1886), а также занимал посты генерального инспектора артиллерии (1882—1885) и губернатора Нового Южного Уэльса (1895—1899). В 1965 году после смерти его внука, Томаса Генри Бранда, 4-го виконта Хэмпдена (1900—1965), на титул барона Дакр стали претендовать его дочери, достопочтенная Рейчел Лейла Бранд (1929—2012), жена Уильяма Дугласа-Хьюма, и достопочтенная Тесса Мэри Бранд (род. 1934), жена Джулиана Огилви Томпсона. В 1970 году Рэйчел Лейла Дуглас-Хьюм (1929—2012) была признана 27-й баронессой Дакр. Титул виконта унаследовал Дэвид Фрэнсис Бранд, 5-й виконт Хэмпден (1902—1975), младший брат 4-го виконта.
По состоянию на 2025 год носителем титула являлся его внук, Фрэнсис Энтони Бранд, 7-й виконт Хэмпден (род. 1970), который сменил своего отца в 2008 году.

## Другие известные члены семьи Бранд
- Достопочтенный Сеймур Бранд (1847—1916), контр-адмирал королевского военно-морского флота, второй сын 1-го виконта Хэмпдена
- Достопочтенный Артур Бранд (1853—1917) либеральный политик, третий сын 1-го виконта Хэмпдена. Депутат Палаты общин от Уисбека (1891—1895, 1900—1906), казначей Хаусхолда (1894—1895)
- Достопочтенный сэр Хьюберт Джордж Бранд (1870—1955), адмирал королевского флота, второй сын 2-го виконта Хэмпдена
- Достопочтенный Роберт Бранд (1878—1963), британский гражданский служащий и бизнесмен, четвёртый сын 2-го виконта Хэмпдена. В 1946 году получил титул барона Бранда
- Достопочтенный Роджер Бранд (1880—1945), бригадир британской армии, пятый сын 2-го виконта Хэмпдена.

Семейная резиденция — Глюнде Плейс, недалеко от Льюиса в графстве Суссекс.
Роберт Хэмпден, 1-й виконт Хэмпден (1706—1783), и Генри Бранд, 1-й виконт Хэмпден (1814—1892), были потомками по женской линии политика и патриота Джона Хэмпдена (ок. 1595—1643).

## Бароны Тревор, вторая креация (1712)
- 1712—1730: Томас Тревор, 1-й барон Тревор (8 марта 1657/1658 — 19 июня 1730), второй сын политика Джона Тревора (1626—1672)
- 1730—1753: Томас Тревор, 2-й барон Тревор (ок. 1692 — 23 марта 1753), старший сын предыдущего от первого брака
- 1753—1794: Джон Тревор, 3-й барон Тревор (27 августа 1695 — 27 декабря 1764), младший брат предыдущего
- 1794—1783: Роберт Хэмпден, 4-й барон Тревор (17 февраля 1705/1706 — 22 августа 1783), старший сын Томаса Тревора, 1-го барона Тревора, от второго брака, виконт Хэмпден с 1776 года.

## Виконты Хэмпден, первая креация (1776)
- 1776—1783: Роберт Хэмпден-Тревор, 1-й виконт Хэмпден, 4-й барон Тревор (17 февраля 1706 — 22 августа 1783), старший сын Томаса Тревора, 1-го барона Тревора (1658—1730) от второго брака
- 1783—1824: Томас Хэмпден-Тревор, 2-й виконт Хэмпден, 5-й барон Тревор (11 сентября 1746 — 20 августа 1824), старший сын предыдущего
- 1824—1824: Джон Хэмпден-Тревор, 3-й виконт Хэмпден, 6-й барон Тревор (24 февраля 1749 — 9 сентября 1824), младший брат предыдущего.

## Виконты Хэмпден, вторая креация (1884)
- 1884—1892: Генри Уильям Бувери Бранд, 1-й виконт Хэмпден (24 декабря 1814 — 14 марта 1892), второй сын генерала Генри Тревора, 21-го барона Дейкра (1777—1853)
- 1892—1906: Генри Роберт Бранд, 2-й виконт Хэмпден (2 мая 1841 — 22 ноября 1906), старший сын предыдущего
- 1906—1958: Бригадир Томас Уолтер Бранд, 3-й виконт Хэмпден (29 января 1869 — 4 сентября 1958), старший сын предыдущего
- 1958—1965: Томас Генри Бранд, 4-й виконт Хэмпден (30 марта 1900 — 17 октября 1965), старший сын предыдущего
- 1965—1975: Дэвид Фрэнсис Бранд, 5-й виконт Хэмпден (14 июня 1902 — 4 сентября 1975), младший брат предыдущего
- 1975—2008: Энтони Дэвид Бранд, 6-й виконт Хэмпден (7 мая 1937 — 4 января 2008), единственный сын предыдущего
- 2008 — настоящее время: Фрэнсис Энтони Бранд, 7-й виконт Хэмпден (род. 17 сентября 1970), старший сын предыдущего
  - Наследник титула: достопочтенный Лукиан Энтони Бранд (род. 3 ноября 2005), единственный сын предыдущего.